# Domiat
Die Fregatte Domiat der ägyptischen Marine war als HMS Nith (K215) der River-Klasse für die Royal Navy entstanden und 1948 vom Königreich Ägypten mit den beiden Schwesterschiffen Spey und Usk erworben worden. Nach einer Generalüberholung leicht modernisiert und nach der Ausbildung der Mannschaft in Großbritannien kamen die Fregatten zwischen Dezember 1949 und Mai 1950 als Rashid, Aboukir und Domiat in den Dienst der bis 1953 noch Königlich Ägyptischen Marine.
Die Domiat (arabisch دمياط Dumyāt) erhielt ihren Namen zu Ehren der ägyptischen Mittelmeer-Hafenstadt Damiette. Während der Suezkrise lief die Fregatte in der Nacht zum 31. Oktober 1956 in einen britisch-australischen Verband im nördlichen Bereich des Roten Meers. Der britische Leichte Kreuzer Newfoundland nahm die in den Verband laufende Fregatte unter Feuer und verwandelte sie mit einigen Salven in ein brennendes Wrack. Der Begleitzerstörer Diana versenkte das ägyptische Schiff und rettete noch 69 Überlebende der Domiat.

## Geschichte des Schiffes
Im September 1941 erfolgte auf der meist Robbs genannten Werft Henry Robb Ltd in Leith Docks / Edinburgh die Kiellegung der beiden ersten von der Werft zu bauenden River-Fregatten, welche die Namen Ness und Nith erhalten sollten. Die unter der Baunummer 327 entstehende Fregatte lief am 25. September 1942 vom Stapel und am 16. Februar 1943 wurde die Nith als 17. britische Fregatte des neuen Typs fertiggestellt. Namensgeber der Fregatte war der Fluss Nith, der südlich von Dumfries in die Irische See mündet.
Da das Schiff bei seinen Abnahmefahrten nicht die vereinbarte Geschwindigkeit erreichte, wurde die Fregatte zum Brigade-Hauptquartier für die alliierte Landung in der Normandie hergerichtet.

### Einsätze im Zweiten Weltkrieg
Die Nith diente bei der Operation Overlord bis zur Landung dann als Hauptquartier der 231st Infantry Brigade unter Alexander Stanier am rechten Flügel (Jig Green) des britischen Landungsabschnitts Gold Beach. Stanier und seine Truppen zeichneten sich bei der Einnahme von Arromanches-les-Bains, vor dem einer der vorbereiteten Mulberry-Häfen entstehen sollte, sowie beim Schließen der Lücke zum US-Landungsabschnitt Omaha Beach aus.

Die Nith sollte dann vor Courseulles-sur-Mer die Anlandung weiterer Landungsboote koordinieren. Um für diese gut erkennbar zu sein, wurde ihre Brücke orange angemalt. Dazu sicherte das Schiff den Aufbau des künstlichen Hafens Mulberry B bei Arromanches.
Als kurz nach einem schweren Sturm in der Nacht zum 24. Juni 1944 die Deutschen den künstlichen Hafen auch mit Misteln angriffen, wurde die Nith dann von einer Mistel, einem mit Sprengstoff beladenen Bomber (Ju 88) ohne Besatzung angegriffen, der von einem – für den Anmarsch aufgesetzten – Jagdflugzeug (Bf 109) gesteuert wurde. Bei diesem Angriff starben neun Mann auf der getroffenen Nith, ein weiterer Matrose starb beim Transport der 27 Schwerverwundeten mit einem amerikanischen Lazarettschiff nach Großbritannien. Die schwer beschädigte Fregatte wurde zur Werft J. Samuel White nach Cowes auf der Isle of Wight geschleppt, wo die erste Reparatur erfolgen sollte.
Im Oktober 1944 begann die Umrüstung der Nith am Clyde für einen künftigen Einsatz im Fernen Osten; diese Umrüstung konnte im Frühjahr 1945 abgeschlossen werden. Über Gibraltar und den Suezkanal marschierte die Fregatte in den Fernen Osten, wo sie an der Rückeroberung von Arakan und Rangoon (Operation Dracula) teilnehmen sollte und Ende April in der Assault Force W eingesetzt wurde, die am 1. Mai 1945 die 26. Indische Division nahe Rangun landete, die am 3. Mai die Hauptstadt Burmas besetzte. Nach dem durch den Rückzug der Japaner begünstigten Erfolg der Operation wurde die Fregatte Hauptquartier des Marine-Oberbefehlshabers für den weiteren Vormarsch, dessen Planung durch die Kapitulation Japans überholt wurde. Nach der Kapitulation unterstützte die Fregatte die Befreiung der von den Japanern besetzten Gebiete in Südostasien und transportierte auch japanische Kriegsgefangene. Im März 1946 verließ die Nith Indien und kehrte nach Europa zurück. Sie wurde dort Teil der Reserveflotte in Harwich. 1948 wurde das Schiff ausgesondert und an die unter starkem britischen Einfluss stehende Königlich Ägyptische Marine verkauft.

### Ägyptische Marine
1948 wurde die Nith an die Königlich Ägyptische Marine verkauft, wo sie nach der ägyptischen Hafenstadt Damiette in Domiat umbenannt wurde. Wie die gleichzeitig erworbenen Fregatten Spey (dann Rashid) und Usk (dann Abikir) wurde die Fregatte von einer ägyptischen Besatzung in Großbritannien übernommen, die Besatzung in das Schiff eingewiesen und sie dann als letzte der drei River-Fregatten im Mai 1950 nach Ägypten überführt.
Gleichzeitig erwarb Ägypten in Großbritannien noch die Sloop Whimbrel (dann El Malek Farouq) sowie die Geleitzerstörer Mendip (dann Mohammed Ali) und Cottesmore (dann Ibrahim El Awal) der Hunt-Klasse.
1950 erwarb Ägypten auch noch zwei ehemalige Fregatten der Tacoma-Klasse, um sie als Passagier-/Fährschiffe zu nutzen. Es handelte sich um die in den USA gebauten Fregatten Tobago und Papua der britischen Colony-Klasse. Am 17. Mai 1953 übernahm die ägyptische Marine diese beiden Schiffe, um sie wieder zu Kriegsschiffen umzurüsten.
Ein Rückbau fand bis 1956 jedoch nicht statt, sondern sie wurden im November 1956 als Blockschiffe im Suezkanal versenkt. Später gehoben wurden die Schiffe verschrottet.

Als weitere Fregatte klassifizierte die ägyptische Marine das Schulschiff El Sudan, die 1949 aus Großbritannien übernommene Korvette Mallow der Flower-Klasse.
| Name                                        | Werft                     | Baubeginn  | Stapellauf | in Dienst  | Schicksal |
| ------------------------------------------- | ------------------------- | ---------- | ---------- | ---------- | --- |
| El Malek Farough                            | Yarrows, BauN°1761        | 31.10.1941 | 25.08.1942 | 12.01.1943 | ex Sloop Whimbrel, 1949 an Ägypten abgeben, 1956 Tariq, 2003 außer Dienst, Ankauf als Museumsschiff für Liverpool gescheitert                                                                                                  |
| Rashied                                     | Smiths Dock, BauN°1100    | 18.07.1941 | 18.12.1941 | 19.05.1942 | ex Fregatte Spey, im November 1948 Verkauf an Ägypten; in GB überholt, im Dezember 1949 nach Ägypten, zuletzt Tender der ägyptischen U-Boote                                                                                   |
| Abikir                                      | Smiths Dock, BauN°1113    | 6.10.1942  | 3.04.1943  | 14.07.1943 | ex Fregatte Usk, 1948 Abgabe an Ägypten, in GB überholt, im April 1950 nach Ägypten, am 1. November 1956 im Suezkanal als Blockschiff versenkt.                                                                                |
| Domiat                                      | Henry Robb, BauN°327      | 5.09.1941  | 25.09.1942 | 16.02.1943 | ex Fregatte Nith, im November 1948 an Ägypten, in GB überholt, im Mai 1950 nach Ägypten, während der Suezkrise am 31. Oktober 1956 von britischen Seestreitkräften im Roten Meer versenkt                                      |
| Ibrahim el Awal; 1951: Mohamed Ali el Kebir | Yarrows, BauN°1737        | 9.06.1939  | 5.09.1940  | 29.12.1940 | ex Geleitzerstörer Cottesmore, 1950 an Ägypten, 195? Port Said, 198? außer Dienst |
| Mohamed Ali el Kebir 1951: Ibrahim el Awal  | Swan Hunter BauN°1577     | 10.08.1939 | 9.04.1940  | 12.10.1940 | ex Geleitzerstörer Mendip, Abgabe an China, 1950 an Ägypten, 1954 Port Said, am 31. Oktober 1956 von Frankreich im Mittelmeer erbeutet, an Israel abgegeben: Haifa K38, 1968 außer Dienst                                      |
| ex Papua                                    | Walsh – Kaiser            | 7.09.1943  | 10.10.1943 | 25.07.1944 | ex Asheville-/Tacoma-Klassen-Fregatte Papua, Mai 1946 an USA, 1950 als zivile Fähre an Ägypten, im Suezkanal am 1. November 1956 als Blockschiff versenkt ?/ am 17. Mai 1953 als ägyptische Misr nach einer Kollision gesunken |
| ex Tobago                                   | Walsh – Kaiser            | 17.08.1943 | 27.09.1943 | 12.08.1944 | ex Fregatte Tobago, Mai 1946 Rückgabe an USA, 1950 als zivile Fähre an Ägypten, am 1. November 1956 im Suezkanal als Blockschiff versenkt                                                                                      |
|                                             |                           |            |            |            | |
| El Sudan                                    | Harland & Wolff BauN°1065 | 14.11.1939 | 22.05.1940 | 2.07.1940  | ex Flower-Klassen-Korvette Mallow, Januar 1944 an Jugoslawien: Nada, 1945: Partizanka; Oktober 1949 an Ägypten, Fregatte El Sudan, meist als Schulschiff eingesetzt, 1975 ausgesondert                                         |

### Versenkung derDomiat

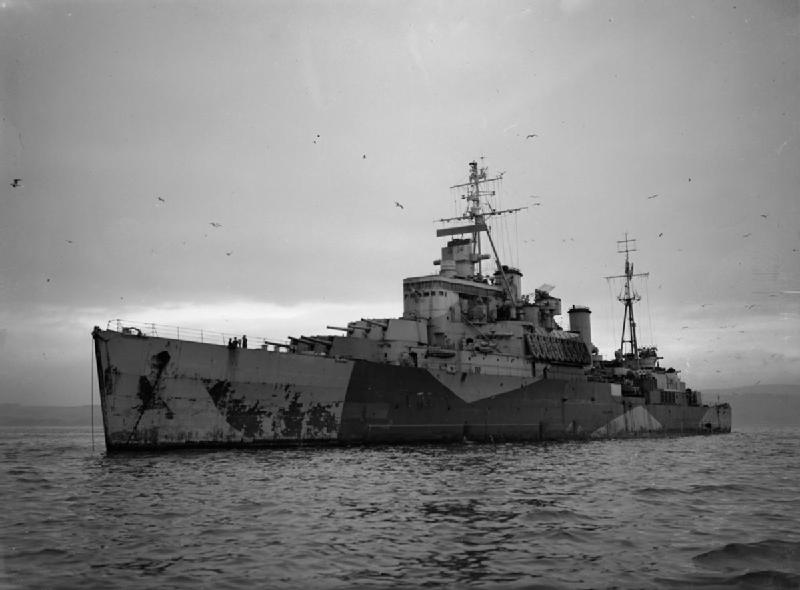
Die HMS Newfoundland

Seit Ende September befand sich der britische Kreuzer Newfoundland in Aden und begann Mitte Oktober mit den Vorbereitungen für einen möglichen Krieg mit Ägypten. Zum Ende des Monats bestand der britisch-französische Verband am Südausgang des Roten Meers aus dem britischen Kreuzer, dem Zerstörer Diana und den Sloops Crane und Modeste der Royal Navy mit dem Tanker Wave Sovereign sowie den französischen Fregatten La Perouse, Gazelle und Jasmin. Während die französischen Einheiten im französischen Djibouti verblieben, verlegten die britischen Einheiten nach Norden, um sich ggf. an der Besetzung der Kanalzone zu beteiligen.
Am frühen Morgen des 1. November lief ein abgedunkeltes Schiff in den britischen Verband, das von der Newfoundland als ägyptische Fregatte identifiziert wurde. Der britische Kreuzer eröffnete schließlich mit seinen 152-mm-Türmen und 102-mm-Geschützen das Feuer auf die Domiat, die das Feuer erwiderte. Auf dem Kreuzer starb ein Mann, fünf wurden verletzt.

Das brennende ägyptische Schiff lief/trieb auf den Zerstörer Diana zu, der es endgültig versenkte und noch 69 Mann der Besatzung rettete. Die Versenkung der ägyptischen Fregatte war die letzte Versenkung eines Kriegsschiffes in einem Artilleriegefecht.
Das Wrack der Domiat wurde 2014 wiederentdeckt und kann heute betaucht werden.